# Erato
|  | Aquest article tracta sobre reina d'Armènia. Vegeu-ne altres significats a «Èrato». |

Erato va ser reina d'Armènia. Era filla de Tigranes III i germana (i muller, d'acord amb el costum oriental) de Tigranes IV.
Tigranes IV va pujar al tron a la mort del seu pare Tigranes III d'Armènia i la va associar al tron, primer de l'any 12 aC al 5 aC i després del 4 aC a 1 dC. Van governar aliats a l'Imperi Part. Sembla que el poder estava en mans principalment de Tigranes IV doncs a les monedes apareix amb corona mentre que Erato no porta ni diadema i no se l'esmenta mai com a reina. Per la seva pujada al tron no havien obtingut el consentiment romà (difícil ja que eren considerats pro-parts) i August els va oposar un candidat pro-romà, Artavasdes IV, germà de Tigranes III. La noblesa pro-romana va poder apartar a Tigranes i Erato del poder per un temps (5 aC), però el candidat romà, oncle del matrimoni reial, no es va poder sostenir i Erato i Tigranes IV van tornar al tron l'any següent, encara que Artavasdes va mantenir les seves pretensions fins a l'any 1 aC però el partit pro-part, sostingut pel rei part Fraates V, el va poder mantenir a ratlla.
Revoltat el partit pro-romà d'Armènia l'any 1, el rei Tigranes IV va morir i la reina Erato va abdicar i va fugir, però alguns dels nobles partidaris dels parts es van mantenir lleials a Erato, i es van aixecar sota la direcció d'Artavasdes V, germà de Tigranes IV, i va esclatar la guerra civil. August va enviar l'any 1 a Gai Cèsar, que va trobar al rei part Fraates V a la vora de l'Eufrates i els dos homes es van posar d'acord per retornar Armènia a la influència romana. L'any 2, quant els romans anaven a tornar la corona a l'antic rei Artavasdes IV (5 aC-4 aC), aquest va resultar mort en un combat (en una expedició), i llavors van decidir canviar de dinastia i van donar la corona a Ariobarzanes II d'Atropatene i I d'Armènia, fill del rei Artabas o Artavasdes I d'Atropatene, d'origen mede i que els nobles van acceptar gràcies a les seves bones qualitats. La ciutat d'Artageira i alguna altra que es va oposar als romans i van mantenir lleialtat a Erato o Artavasdes V, van ser sotmeses l'any 3. Mort Ariobarzanes l'any 4, i probablement assassinat el seu fill i successor Artavasdes VI (any 6 o 10) en una revolta que hauria instigat la mateixa Erato, els romans van donar la corona a l'asmoneu Tigranes V Herodes, que no es va poder sostenir i cap a l'any 12 va caure enderrocat en una revolta de la noblesa pro-parta que va posar al tron per tercera vegada a Erato, aquesta vegada sola. El país estava molt dividit i va caure en l'anarquia; un ex rei part, Vonones I de Pàrtia que havia estat enderrocat, va entrar al país amb la seva gent i va obtenir el suport de molts nobles que van anar abandonant a la reina; finalment al cap d'uns mesos els romans van decidir donar la corona al rei Vonones I de Pàrtia que seria anomenat Vonones I d'Armènia, protegit dels romans però netament part, i que va iniciar la dinastia arsàcida armènia. Erato hauria estat apartada del poder i sembla que va abdicar el 14 o 15 i s'hauria retirat fins a la seva mort, però realment la seva sort no és coneguda, ja que cap font l'esmenta. Va ser la darrera representant de la dinastia dels artàxides.